# Anopheles ohamai
Anopheles ohamai är en tvåvingeart som beskrevs av Ohama 1947. Anopheles ohamai ingår i släktet Anopheles och familjen stickmyggor. Inga underarter finns listade i Catalogue of Life.